# Flakowy Potok
Flakowy Potok (Staszkowy) – potok, lewy dopływ Ciśniawy o długości 3,55 km i powierzchni zlewni 3,98 km².
Potok spływa z południowo-wschodnich zboczy Pasma Policy w Beskidzie Żywieckim. Jego zlewnia znajduje się w obrębie miejscowości Sidzina. W górnej części jego doliny znajdowała się osada Rola Flakowa, od której wziął swoją nazwę.
Flakowy Potok ma liczne źródła na zboczach Urwanicy i Krupówki. Najwyżej położone z nich znajdują się na wysokości około 1050 m. Spływa w południowo-wschodnim kierunku pomiędzy grzbietami Urwanicy i Krupówki i na wysokości 563 m uchodzi do Ciśniawy.